# Sibila Acerrska
Sibila (1153. – 1205.) bila je kraljica Sicilije kao žena kralja Tankreda.

## Životopis
Sibila je bila sestra grofa Rikarda. Udala se za Tankreda. Rodila mu je nekoliko djece:
- Roger III.
- Vilim III. Sicilski
- Marija
- Konstanza
- Medanija
- Valdrada

Bila je regentica svom sinu Vilimu.